# Batalha de Calcedônia (74 a.C.)
A Batalha de Calcedônia foi uma batalha naval travada em 74 a.C. entre as frotas da República Romana e as do Reino do Ponto logo no início da Terceira Guerra Mitridática e que terminou em vitória pôntica.

## História
Depois do início da guerra contra Mitrídates VI, o cônsul romano Marco Aurélio Cota estava com sua frota no estreito do Bósforo. Perto do porto de Calcedônia, ele foi derrotado pelos pônticos e acabou obrigado a se refugiar no interior do porto até que foi encontrado e sua frota foi completamente destruída ou capturada. Depois da vitória, Mitrídates avançou contra a cidade de Cízico, que foi cercada.